# بشير علوان العيثاوي
الدكتور بشير علوان حمادي حسن العيثاوي هو سياسي عراقي، ولد في اليوسفية في محافظة بغداد سنة 1947.
عمل أستاذا ورئيس قسم علوم المحاصيل الحقلية في كلية الزراعة في جامعة بغداد، ومدير مركز إباء للأبحاث الزراعية ومديرا عاما لدائرة الشؤون الزراعية في ديوان الرئاسة. كما شغل منصب وزير الزراعة للفترة من 5 أيلول 1993 حتى 25 أيار 1994. ويعتقد أن سبب إقالته كان بسبب ارتفاع حاد في أسعار المنتجات الزراعية وعلامات على ضعف الحصاد في حينها رغم أن الحكومة لم تعلن أي سبب للإقالة.
توفي في أربيل في 5 تموز 2018.

## أبحاثه
من أبحاثه المنشورة:
- تأثير طريقة الري بالرش والتسميد النتروجيني في نمو محصول الرز(Oryza sativa L.)[7]